# Catedral de Nuestra Señora de la Asunción (Buka)
La Catedral de Nuestra Señora de la Asunción (en inglés: Our Lady of the Assumption Cathedral) es el nombre que recibe un edificio religioso que pertenece a la Iglesia católica y se encuentra ubicado en la localidad de Buka en la costa sur de la isla de Buka, en la región autónoma de Bougainville, antes llamada provincia de Bougainville que es parte de Papúa Nueva Guinea un país de Oceanía.
El templo sigue el rito romano y depende de la diócesis de Bougainville, que a su vez esta bajo la responsabilidad de la congregación para la evangelización de los pueblos.
La antigua catedral de la diócesis fue la iglesia de San Miguel Arcángel en Tubiana, en la misma provincia.